# 道の駅但馬楽座
道の駅但馬楽座（みちのえき たじまらくざ）は、兵庫県養父市にある国道9号の道の駅である。

## 概要
一般的な道の駅にある売店やレストランだけではなく、温泉、ホテル、宴会施設も備えている。やぶ温泉の泉質は弱アルカリ性単純温泉。

## 施設
- 駐車場
  - 普通車：100台
  - 大型車：5台
  - 身障者用：2台
- トイレ

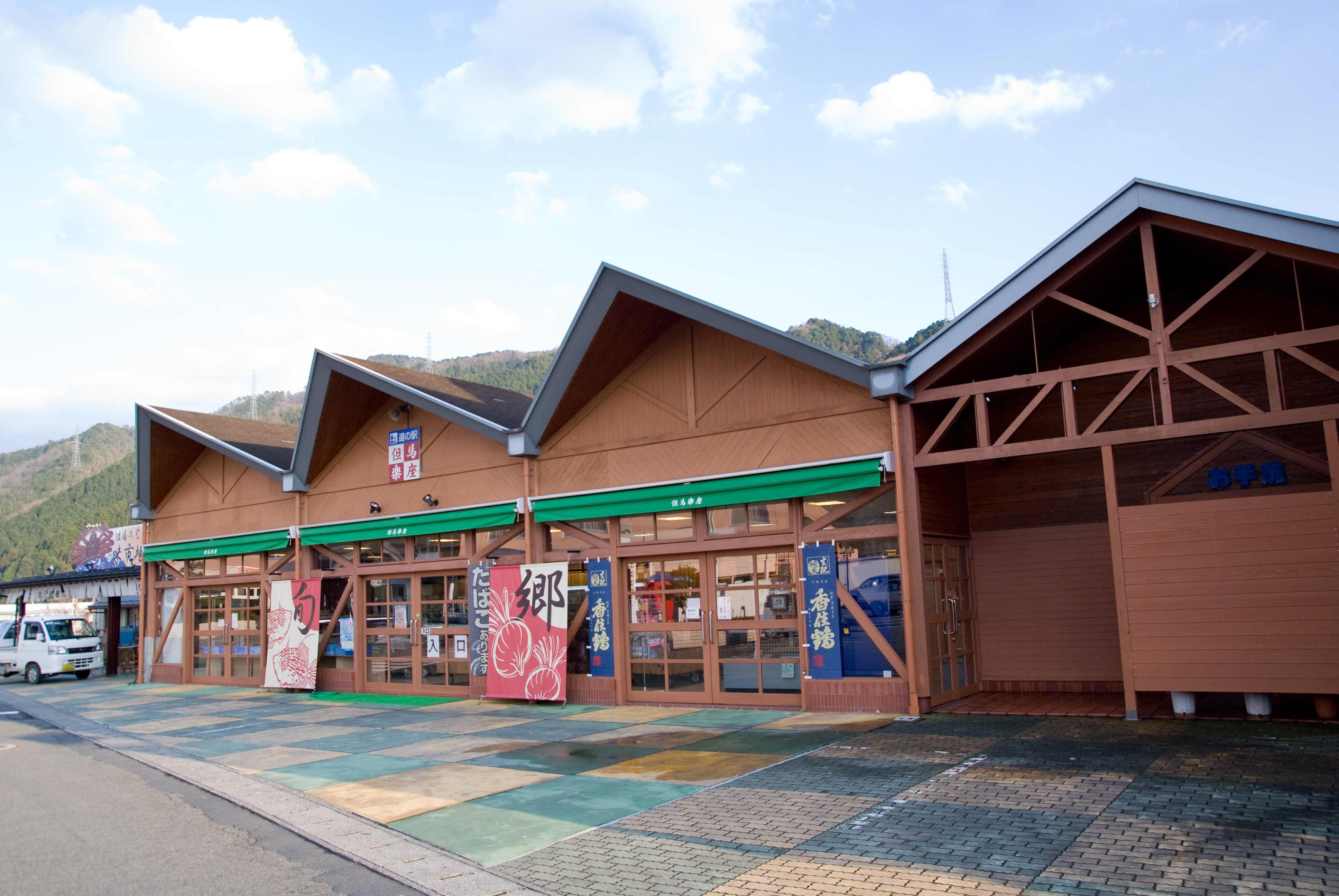
トイレ・売店・海産物センター

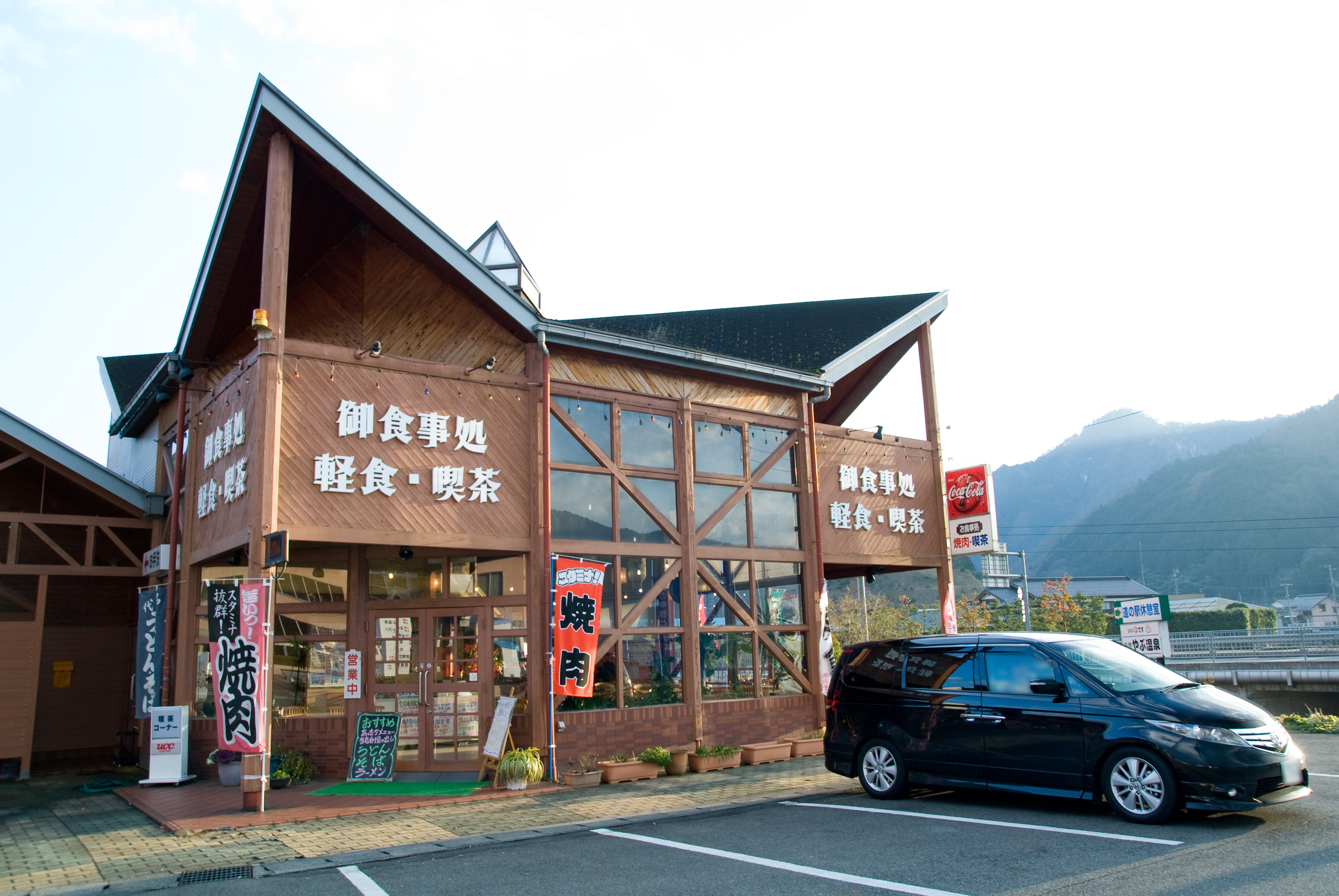
御食事処（喫茶・軽食）

  - 男：大 4器（3器）、小 17器（14器）
  - 女：15器（12器）
  - 身障者用：1器（1器）

※（）内は、24時間利用可能
- ホテル（100名 （和室16、洋室2、特別室1））
- 大宴会場（150名）
- ミニホール（50名）
- 温泉（男性50名、女性50名、日帰り温泉として入浴可能、年中無休）
- マッサージ（10:00 - 20:30(受付終了)）
- レストラン
  - 和牛レストラン（11:00 - 19:30（オーダーストップ））
  - 軽食堂（10:00 - 19:00（オーダーストップ））
- 売店（9:00 - 19:30、土・日・祭：8:30 - 19:30）
- 海産物センター（9:00 - 19:30）
- 公衆電話

## 休館日
- 年中無休

## アクセス
- 国道9号 - 登録路線
- 国道312号
  - 兵庫県道2号宮津養父線（国道312号と重複）
  - 兵庫県道6号養父宍粟線